# Надеждин, Борис Борисович (композитор)
Бори́с Бори́сович Наде́ждин (21 апреля [4 мая] 1905, Смоленск — 7 марта 1961, Ташкент) — советский узбекский композитор и педагог.  Заслуженный деятель искусств Узбекской ССР (1950).

## Биография
Окончил Ярославский музыкальный техникум и музыкальный техникум им. Гнесиных (класс Михаила Гнесина). Также окончил Московскую консерваторию. Ученик Генриха Литинского. С 1937 года преподавал в Ташкентской консерватории, с 1945 года её доцент. Одновременно в 1941—1945 годах преподавал в Музыкальном училище в Ташкенте. Среди учеников: Сабир Бабаев, Гафур Кадыров, Джамшед Изамов, Феликс Янов-Яновский, Совет Варелас и другие. 
Похоронен на Боткинском кладбище Ташкента.
Имя Надеждина носит детская музыкальная школа в Ташкенте.

## Семья
Жена — Наталья Михайловна Надеждина, преподаватель фортепиано в музыкальной школе при ташкентском Дворце пионеров.
Сын — Игорь Надеждин (род. 1944), композитор. Внук — джазовый пианист Игорь Надеждин.
Сын — Борис Надеждин. Внук — Борис Надеждин (род. 1963) — политик.

## Сочинения
- музыкальная драма «Месть» (с Юнусом Раджаби, 1941, Узбекский театр имени Мукими)
- музыкальная драма «Фархад и Ширин» (с Юнусом Раджаби, 1947, Театр имени Ташсовета)
- музыкальная драма «Века» (с Тохтасыном Джалиловым, 1948, Узбекский театр имени Мукими)
- поэма «Мечта» для солистов, хора и оркестра (1941)
- сюита для симфонического оркестра «Седох» (1949)
- сюита для симфонического оркестра «Детям» (1961)
- «6 детских пьес» для фортепиано
- Песни для детей

## Награды
- 1950 — Заслуженный деятель искусств Узбекской ССР
- 1951 — Орден «Знак Почёта»[2]